# Lophosia felderi
Lophosia felderi là một loài ruồi trong họ Tachinidae.